# Жахитов, Марат Нурмуханбетулы
Марат Нурмуханбетулы Жахитов (каз. Марат Жахитов; род. 7 ноября 1944, Аягоз, Семипалатинская область) — советский и казахстанский спортсмен и тренер, заслуженный тренер Казахстана (1978) и СССР (1986) по самбо.

## Биография
В школьные годы занимался лыжами и шахматами, был призёром областных соревнований. В студенческие годы (Алматинский сельскохозяйственный институт) тренировался у П. Г. Терещенко. В 1963 году был призёром республиканского первенства, всесоюзного соревнования (1966, Грузия), тренировался в составе студенческой сборной СССР под руководством А. А. Харлампиева.
Во время воинской службы стал чемпионом и серебряным призёром Белоруссии. Ученики Алмас Мусабеков, К. Байшолаков, Т. Байшолаков, С. Жартыгаев, С. Валобуев, А. Махмутов, Н. Оспанов, А. Жакитов, М. Жунисбеков, Г. Ахметов, С. Жакитов и др. стали призёрами чемпионатов Казахстана, СССР, Азии, Европы и мира.
Награждён орденом «Дружбы народов».